# مسعود بن الأسود
مسعود بن الأسود صحابي جليل، هو مسعود بن الأسود بن حارثة بن نضلة بن عوف بن عبيد بن عويج بن عدي بن كعب، وأمه هي العجماء بنت عامر، شهد غزوة مؤتة واستشهد فيها سنة 8 هـ. 
روى عن رسول الله حديث: حدثنا مطلب بن شعيب الأزدي حدثنا عبد الله بن صالح حدثني الليث وحدثنا موسى بن هارون حدثنا كامل بن طلحة الجحدري حدثنا ليث بن سعد حدثني يزيد بن أبي حبيب حدثني محمد بن اسحاق عن محمد بن طلحة بن يزيد بن ركانة أن خالته بنت مسعود بن العجماء حدثته أن أباها قال لرسول الله في المخزومية التي سرقت قطيفة نفديها بأربعين أوقية، فقال رسول الله: تطهر لها وأمر بها فقطعت يدها.